# Kasteel Les Milandes
Het Kasteel des Milandes (Frans: Château des Milandes) is een kasteel in de Franse gemeente Castelnaud-la-Chapelle. Het kasteel is een beschermd historisch monument sinds 2009.

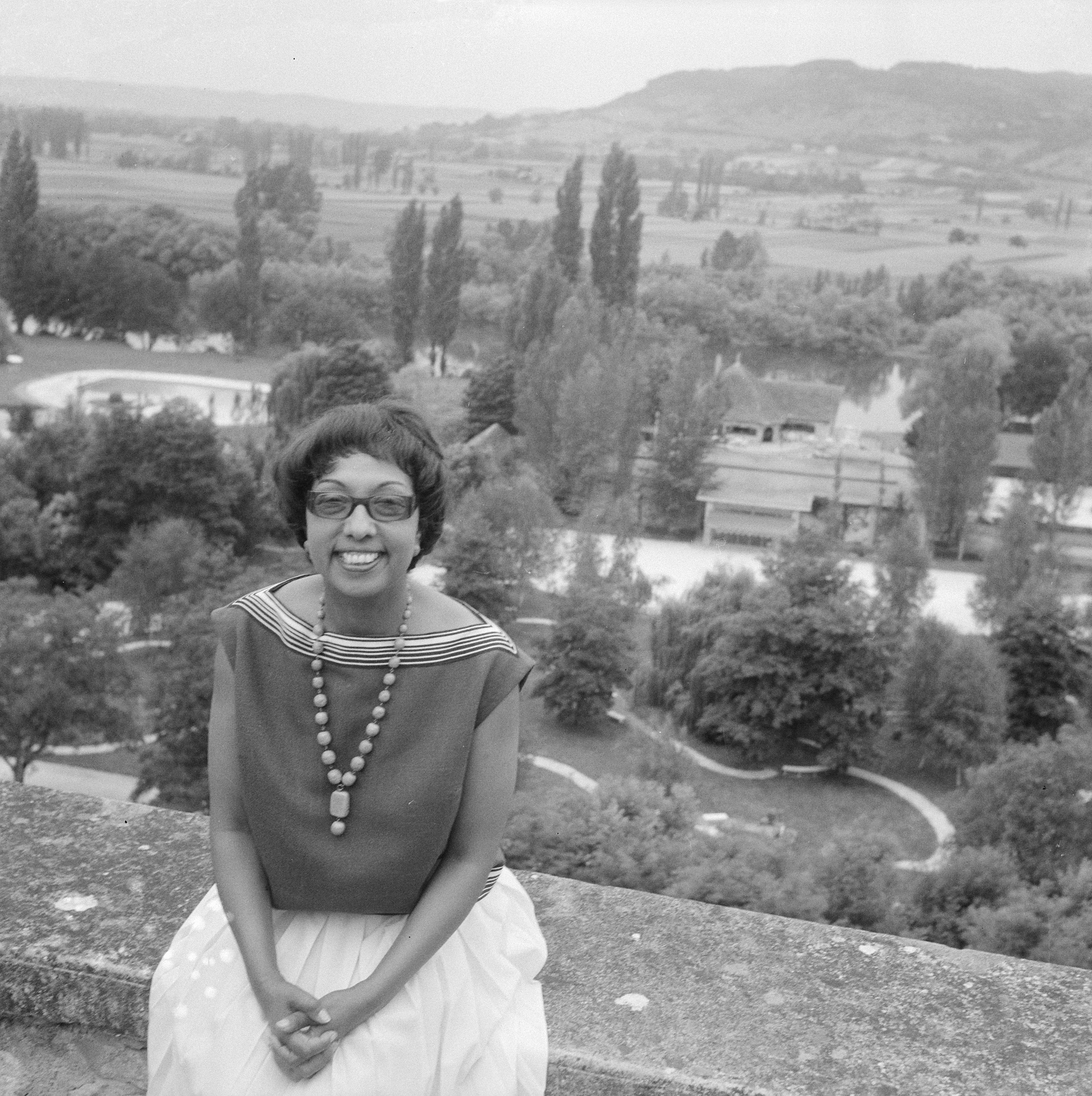
Josephine Baker in haar tuin

Gebouwd in 1489 door François de Caumont, seigneur van Castelnaud, op initiatief van zijn vrouw Claude de Cardaillac heeft dit renaissancekasteel een uitzicht over de Dordogne-vallei. Leisteendaken, houtwerk, grote ramen met monelen en goed bewaard gebleven glas-in-lood zijn de architectonische en esthetische charmes van het kasteel.
Het kasteel is bekend als de woning van Josephine Baker. Zij huurde het kasteel vanaf 1937 en kocht het samen met haar echtgenoot Jo Bouillon, die ze huwde in de kapel van het kasteel, in 1947. Baker bouwde er een "werelddorp" (village du monde), waar gezinnen zich in het teken van de "universele broederschap" (fraternité universelle) konden komen ontspannen. In 1969 moest ze het kasteel en haar project om financiële redenen opgeven. Thans is er een aan haar gewijd museum.
Aan het kasteel worden tijdens het hoogseizoen shows met valken en exotische vogels opgevoerd. 